# Geopolítica

Las relaciones políticas entre los países pueden compararse con las estrategias de una partida de ajedrez.

La geopolítica es el estudio de los efectos de la geografía humana y la geografía física sobre la política y las relaciones internacionales. La geopolítica es un método de estudio de la política exterior para entender, explicar y predecir el comportamiento político internacional a través de variables geográficas. Es una especialidad que se ocupa del estudio de la causalidad espacial de los sucesos políticos y de los próximos o futuros efectos de los mismos. Se nutre especialmente de otras disciplinas tales como la historia, las relaciones internacionales, la geografía política, la ciencia política, la sociología y la 
antropología. Realiza el estudio del orden establecido, de acuerdo a las características económicas, culturales y recursos de los estados. Así como su situación geográfica relativa entre unos y otros.
La geopolítica se centra en el poder político en relación con el espacio geográfico. En particular, con los recursos naturales y el territorio en correlación con la historia diplomática. Académicamente, la Geopolítica analiza la historia y las ciencias sociales con referencia a la geografía y la política. Fuera de la academia, el pronóstico geopolítico es ofrecido por una variedad de grupos, incluyendo grupos políticos e históricos.
A través de su investigación sobre las interacciones entre grandes áreas del mundo (energía y materias primas, flujos de recursos, pasajes de riesgo), la geopolítica está naturalmente interesada en la política internacional y la diplomacia. Sin embargo, algunos autores como Béatrice Giblin han examinado también cuestiones de geopolítica interna.
Los diseños geopolíticos son tanto teóricos como prácticos. La geopolítica se apoya en un marco teórico que proviene de las ciencias políticas y busca entender y aplicar conceptos en la realidad de la política exterior y las relaciones internacionales. 

## Corrientes, escuelas y etapas del pensamiento geopolítico

### De la geografía política a la geopolítica
El término geopolítica tiene una connotación estratégica, incluso militar, mientras que el término geografía política se refiere más bien a la organización de estados, regiones, entidades administrativas, fronteras y habitantes.
Hay muchos antecedentes de la geopolítica a lo largo de la historia. El profesor alemán de geopolítica Adolf Grabowsky cita autores griegos como Heródoto, Polibio, Tucídides y Piteas.No obstante, las primeras ideas sobre geopolítica, tal y como es entendida hoy la disciplina, aparecen en Europa en la época de la Ilustración, como por ejemplo, en los ensayos de David Hume (1711-1776). Montesquieu se refirió a la conexión entre geografía y política en El espíritu de las leyes (1748): atribuyó el espíritu de libertad a las potencias marítimas, mientras que la gran potencia continental, el Imperio ruso, encarnaría el espíritu del despotismo.
Precursores indiscutibles y pioneros de la geopolítica fueron el geógrafo alemán Friedrich Ratzel (1844-1904), el politólogo sueco Rudolf Kjellén, el contralmirante estadounidense Alfred Thayer Mahan y el geógrafo británico Halford Mackinder. A excepción de Kjellén, ninguno de ellos llegó a usar el término geopolítica, y sus teorías apenas encontraron defensores en la academia universitaria previa a la Primera Guerra Mundial (1914-1918). Fue la literatura geopolítica de la posguerra la que convirtió a los cuatro autores en clásicos de la recién creada disciplina política.
Yves Lacoste atribuye el establecimiento de la geopolítica a los jóvenes profesores de geografía alemanes que en 1919 consideraron la geografía política que se enseñaba en las universidades como inadecuada para «demostrar que las fronteras de Alemania establecidas por el Tratado de Versalles no solo son injustas y absurdas, sino que también para el futuro de Europa eran peligrosas». La geopolítica les había dado la oportunidad de argumentar y así se convirtió en una oposición a la geografía política de tipo académico.

### El estado como organismo: Kjellén y Ratzel
El término geopolítica fue utilizado por primera vez por el geógrafo de origen sueco Rudolf Kjellén. En 1899, con su libro Introducción a la geografía sueca, expuso los rudimentos básicos de la geopolítica. En 1916 produjo su libro más importante: El Estado como forma de vida (Staten som livsform), donde se utilizó por vez primera el término geopolítica. Los principios de dicha ciencia en el pensamiento geoestratégico habían sido tratados por el también geógrafo alemán Friedrich Ratzel. Según este, los Estados tienen muchas de las características de los organismos vivientes. También introdujo la idea de que un Estado tenía que crecer, extender o morirse dentro de "fronteras vivientes"; por ello, tales fronteras son dinámicas y sujetas al cambio. En su obra Politische Geographie, escribió las «Leyes del crecimiento de los Estados».
A principios del siglo XX, varios geógrafos anglosajones ampliaron las reflexiones de Ratzel a problemas militares y estratégicos.[cita requerida] Así, geógrafos como el almirante estadounidense Alfred Thayer Mahan postulaban la importancia estratégica del dominio naval como clave para la dominación mundial ("Quien domine el mar domina el comercio mundial; quien domine el comercio mundial domina el mundo"); dichos preceptos se hallan contenidos en su obra The Influence of Sea Power upon History, 1660-1783, y se le considera una de las obras más influyentes sobre dicha temática. Hoy en día, es conocida como la teoría del poder naval.
Otro geógrafo que también contribuyó al desarrollo de la geopolítica fue el inglés Halford John Mackinder, quien en 1904, frente a la Real Sociedad Geográfica británica desarrolló su tesis denominada El pivote geográfico de la historia, de la cual se desprendió la teoría del Heartland ("corazón continental") o "área pivote" (actualmente el territorio de Rusia y de las antiguas Repúblicas soviéticas), en la que explica que el control de las grandes zonas continentales facilitaría el dominio del mundo. Un ejemplo de la aplicación de estas teorías geopolíticas sobre todo de los autores estadounidenses es la compra de los territorios donde ahora se encuentra el extenso estado de Alaska, el cual en su momento fue comprado por los Estados Unidos al Imperio ruso, y que ha contribuido a mantener a los estados asiáticos bajo control con respecto a Canadá y en general, a la parte norte del continente americano.[cita requerida]
La geopolítica tuvo gran interés en la Alemania de principios del siglo XX y alcanzó una gran difusión durante el auge del nazismo.  El alemán Karl Haushofer modernizó la geografía política, utilizándola como instrumento que justificaba la expansión territorial de Alemania durante el Tercer Reich (1933-1945) y desarrollando las teorías de Ratzel del «espacio vital» o Lebensraum. Karl Haushofer desarrolló el diseño geopolítico de las «Panregiones» que se basaba en la autarquía y autosuficiencia de cada una de ellas para no tener necesidad o dependencia económica/militar de las otras. Este geógrafo dividió los países de todo el mundo en 4 pan-regiones: 
1. Pan-región americana: abarca todo el continente americano y las islas del Caribe bajo el mando de Estados Unidos
2. Pan-región euroasiática: al mando de Rusia (después de haber sido erradicado el comunismo)
3. Pan-región este asiática: a cargo de Japón
4. Pan-región euro-africana: a cargo de Alemania nazi (o lo que ellos consideraban como la Gran Alemania)

También recupera el término del raumsinn (sentido del espacio) como base de la expansión territorial de Alemania nazi que se constituye a través de propaganda geopolítica para darle un sentido social a la expansión y donde  la unidad cultural y etnográfica juegan un papel de suma importancia. De todas formas, existen ciertas actuaciones del régimen nazi que no se corresponden con las teorías de Ratzel y Haushofer, como la cesión del Tirol del Sur a los italianos, zona poblada en su mayoría población germana.[cita requerida]
Países como Rusia, China y Japón dieron también gran importancia a esta ciencia durante los años 1930 y 1940 como camino para alcanzar un poder global. La utilización propagandística de la geopolítica acarreó, tras la derrota alemana, su descrédito, olvido y proscripción, sobre todo en el ámbito académico. No obstante, otras personas, como militares o diplomáticos, siguieron interesándose por esta rama de la geografía.
A partir de la década de 1970, la geopolítica reapareció con una "nueva corriente": la geopolítica crítica. Actualmente hay varias corrientes de pensamiento geopolítico; sin embargo, las que dan origen a la denominada geopolítica crítica son dos, principalmente. La primera de ellas es la escuela francesa encabezada por Yves Lacoste, quien en las décadas de 1970 y 1980 publicó su obra La geografía: un arma para la guerra, en la que describió, de manera breve, lo acontecido durante la Guerra Fría (principalmente, la guerra de Vietnam); también dirigió la revista Hérodote, que comenzó a publicarse en los años setenta.
La otra escuela es la corriente inglesa en la que la primera mención y estudio lo realizó Peter Taylor, en su obra Geografía política: economía-mundo, Estado-Nación y localidad, donde el autor habla brevemente de lo que se ha venido estudiando como geopolítica crítica. Menciona que son los geógrafos políticos los que están examinando de manera formal y práctica su estudio.
La geopolítica crítica ve la realidad como una construcción histórica, es decir, como algo que se modifica contextualmente y se analiza históricamente sin que se busque una justificación de los hechos, además de que busca transformar a la misma pero que no se analiza desde la objetividad y nos dice que el estado no puede ser el único actor territorial significativo.
Otra de las distinciones principales de la geopolítica crítica y, de los geógrafos políticos es que “…desconfían de todo marco teórico general que ordene el conocimiento, incluido el análisis de los sistemas-mundo […]. Ellos no consideran que sus investigaciones creen una nueva escuela de pensamiento sino que constituyen una constelación flexible de ideas, parasitarias de otras creaciones del conocimiento puesto que realizan intervenciones tácticas en la obra de otros en lugar de permitirse algún tipo de reflexión estratégica general propia”
Fredrick Jackson Turner distingue en su libro Tesis de la frontera entre los conceptos border y frontier, dados en algunos idiomas, que en español se suelen traducir de igual forma a ‘frontera’ (misma raíz que el segundo término, aunque geopolíticamente se refiere a border en la mayoría de casos). Según el historiador estadounidense, el término border se puede entender como una delimitación territorial, mientras que frontier es entendida como una oportunidad para la expansión, el trabajo y la propiedad privada.

##### Los imperativos geoestratégicos
Zbigniew Brzezinski fue un geoestratega, asesor del gobierno de Estados Unidos que en una de sus obras más importantes titulada "El gran tablero mundial", publicada en 1997 plantea que el control estadounidense sobre la región de Eurasia, es pieza clave para el mantenimiento de la hegemonía de Estados Unidos. Su modelo geopolítico se llevaría a cabo en tres pasos.
Lo primero más importante era mantener el espacio euroasiático abierto a Estados Unidos, por medio del acceso directo a Europa y a Asia a través de Japón, Corea del Sur y Taiwan, para después entrar a la masa euroasiática, a través de los denominados Balcanes Globales que incluyen a Asia Central, el Cáucaso Sur, Afganistán y Pakistán, desde donde se buscará el control efectivo sobre Medio Oriente, en donde Irak es una pieza clave y por último fragmentar la alianza entre China, considerado como el principal actor oriental y Rusia, considerado como el actor medio; todo lo anterior para mantener a Estados Unidos como el hegemón. 

### El redescubrimiento de la geopolítica
La globalización y el colapso del mundo bipolar han multiplicado y complejizado las conexiones entre prácticamente todas las poblaciones del planeta. Durante los últimos diez años, los centros universitarios han ampliado los departamentos de geopolítica para satisfacer una demanda creciente del llamado «análisis geopolítico».
El interés en esta disciplina ha vuelto a crecer actualmente al amparo de las tensiones internacionales surgidas en todo el orbe; conceptos como sistemas-mundo, desarrollismo, economía-mundo, centro-periferia, semiperiferia, poder, clase, Estado-nación, localidad, códigos geopolíticos, imperialismos, descolonización, imaginaciones geopolíticas, Estados territoriales y Globalización son términos geopolíticos comúnmente utilizados por esta corriente de pensamiento.
Actualmente, algunos de los autores más destacados de esta corriente de pensamiento son: Yves Lacoste, Peter Taylor, Colin Flint, John Agnew, Christopher Chase-Dunn, Michael Hardt, David Harvey, Antonio Negri, Immanuel Wallerstein y Heriberto Cairo Carou, entre otros.
Otros importantes aportes durante la segunda mitad del siglo XX fueron los de Alexander Seversky (1894-1974), quien codiseñó el avión de combate Republic P-47 Thunderbolt, principal avión de los Estados Unidos a partir de 1942, quien en su obra Poder aéreo: clave para la sobrevivencia sostuvo que, por su eficiencia y rapidez, el poder aéreo tiene mayor importancia que el terrestre y el marítimo, y enunció su máxima: "quien logre la supremacía aérea obtendrá el poder global".[cita requerida]
Asimismo y en la misma época, Nicholas Spykman, considerado uno de los pensadores geopolíticos más importantes del siglo XX, postuló en su obra "Estados Unidos frente al Mundo“ (1942), que "quien logre el control de las áreas periféricas o Rimland del continente Euroasiático gobernaría Eurasia". Desarrolló las ideas de Mackinder, aunque contrapuso las propias y es considerado el ideólogo de la contención durante la guerra fría, y de la proyección del poder nacional estadounidense, incluso en el siglo XXI.[cita requerida]

### Aporte de las escuelas geopolíticas latinoamericanas
Durante el periodo 1956-1972, las escuelas geopolíticas brasileña, argentina y chilena desarrollaron la geopolítica bajo el enfoque de la expansión de las fronteras interiores, que reconoce que condiciones geográficas, políticas, sociales e históricas dentro del espacio geográfico de los Estados, pueden limitar el desarrollo de regiones e incluso aislar estas del Heartland de la nación. Lo que requiere estrategias que consoliden el Estado internamente ya sea con obras de infraestructura o con una división política que articule polos de desarrollo regional con zonas periféricas históricamente aisladas.
Bajo la influencia del enfoque geopolítico de expansión de las fronteras interiores, Chile pasó de una división política de provincias (basada en factores históricos) a una de regiones (basada en factores geográficos, económicos, históricos y sociales), por este motivo también se construyó la carretera Austral que incorporó esta región a los polos de desarrollo del Estado chileno. En otras palabras, este enfoque geopolítico considera que antes de pensar en la expansión exterior de un Estado, este debe estar cohesionado en su interior.

## Conceptos geopolíticos

### Diacronía, diatopía, representación y horogénesis
En sus numerosos trabajos, Yves Lacoste desarrolla tres conceptos clave que permiten realizar un análisis geopolítico: el estudio de la diacronía (evolución a través del tiempo), diatopía (evolución a través del espacio) y la representación.
El estudio de la diacronía es el análisis de una situación, una cultura o una población a lo largo del tiempo, incluso durante largos períodos de tiempo (varias épocas). Todas las culturas y lenguas están sujetas a procesos de expansión y declive (y finalmente su desintegración).
El estudio de la diatopía es el análisis de una situación a diferentes escalas cartográficas (análisis multiescalar). Así podemos, por ejemplo, examinar la gestión, el consumo y el costo del agua o los combustibles desde un enfoque a nivel persona (casa, jardín), barrio, municipio, área metropolitana o área rural, región, país, las organizaciones internacionales como Mercosur, UE, ASEAN, OTAN, OPEP, o la ONU o el planeta Tierra en general.
El concepto de representación en geopolítica radica en el análisis de las concepciones que tiene una persona o un grupo (por ejemplo, una etnia o una confesión) en relación con un sujeto. Así, podemos estudiar cómo se perciben a sí mismos en relación con sus territorios, entornos y recursos y cómo los gestionan y explotan, o incluso en relación con el grupo al que pertenecen y en relación con otros grupos. Michel Foucher, en Fragments d'Europe, pone el ejemplo de la idea de «patria», que es de naturaleza variable: suele ser un concepto territorial en los países nórdicos (se cuida del territorio, los recursos y el patrimonio) pero más comunitaria en los países mediterráneos, latinos y eslavos (en lugar de cuidar el territorio, la persona se identifica fuertemente con su grupo de origen). Asimismo, puede ser de tipo confesional, como entre los católicos de Bosnia y Herzegovina y de Croacia, los ortodoxos en Serbia o los musulmanes de Bosnia. Otras formas de «patria» pueden entenderse como la región de uno mismo (regionalismo); tal es el caso para kosovares. La representación sirve para analizar la forma en que un corso se percibe a sí mismo en relación con otros franceses, y cómo otros franceses los perciben…). Otro ejemplo de representación es la división del mundo en el Islam .
Además, Michel Foucher desarrolla el concepto de «horogénesis», un neologismo que se define como una disciplina interesada en la génesis de las fronteras (del griego hôra, 'territorio').

## Geopolítica y negocios internacionales
Tampoco se puede olvidar una nueva vertiente: la de los negocios internacionales y el desarrollo de compañías grandes u organizaciones multinacionales de gran poder económico y político (algunas similares a muchos estados), que fomentan estrategias territoriales cercanas al estudio de la geopolítica macroeconómica. Para el experto en geopolítica Bernabé Gutiérrez, la geopolítica empresarial es "la disciplina que estudia sistemáticamente los factores, relaciones y tendencias macro políticas, analizando cómo afectan a países, compañías y mercados".
En su enfoque de expansión externa, la geopolítica favorece el diseño de estrategias de expansión económica y crecimiento organizacional muy útiles sobre todo para aquellas empresas multinacionales cuyos productos y servicios se distribuyen en diversos territorios, bajo la presión competitiva de otras compañías que disputan los mismos territorios o segmentos del mercado.
Mientras que en su enfoque de expansión de las fronteras interiores, esta ciencia contribuye al análisis y estudio de mercados nacionales y al diseño coherente de una estrategia de expansión física y/o de la red de distribución de los productos y servicios ofertados por empresas con presencia a nivel nacional.

## Geopolítica y medio ambiente
Un campo de estudio importante dentro de la geopolítica es la pugna por el control de los recursos naturales. Esto ha llevado al desarrollo de subdisciplinas como la geopolítica de los recursos estratégicos entre los que más destaca la geopolítica del petróleo, y la geopolítica del agua.
La relación entre geopolítica y medio ambiente va más allá de recursos y estados estratégicos, al estarse viviendo una crisis medioambiental en el mundo, una nueva configuración social en el espacio geográfico se está dando, debido a que el deterioro ambiental es una de las principales causas del desplazamiento de las poblaciones con el principal objetivo de sobrevivir, por ello, surge la necesidad de ampliar el régimen jurídico en el marco de la cooperación internacional, para tener establecido cómo se debe actuar ante los desastres de todo tipo, y entender el papel de la geopolítica ambiental para el beneficio y buen vivir de las poblaciones desplazadas.

## Geografía y mapas geopolíticos regionales del mundo actual

### Europa y los conflictos europeos
Desde principios de los años ochenta se previeron riesgos de marginación geopolítica de Europa, que podrían acentuarse hoy si no se adapta la reacción:
- las conexiones en el Océano Pacífico tienen prioridad sobre las del Océano Atlántico;

- impacto del derretimiento del hielo marino en el Ártico bajo el efecto del cambio climático y cambios estructurales en el transporte marítimo y aéreo;
- acceso a campos petroleros en el Medio Oriente, construcción de oleoductos y gasoductos, transporte de petróleo, pico del petróleo, aumento del consumo de petróleo en China (véase Geopolítica del petróleo);
- retorno de carbón (limpio): Australia, China, Canadá, etc.

### África y los conflictos por los recursos naturales
África es un continente de gran extensión, dividido políticamente en 54 estados, con bajos niveles de desarrollo pero con importantes recursos naturales. Es por ello escenario de una intensa dinámica geopolítica en la que participan actores a escalas extracontinental, continental, regional, nacional y local, dibujando un complejo mapa de influencias.